# 唱见
唱見，是一個源自日本的網絡用語，指在網絡平台以不露面及不透露真實姓名的形式發表翻唱作品，如在Niconico動畫試唱區投稿。而這類翻唱者在日本被稱為，在華語地區通常譯作唱見歌手或翻唱歌手 。

## 概述
他們是翻唱用聲音合成技術Vocaloid製作出來的初音未來等Vocaloid歌手歌唱的V曲，然後將翻唱影片投稿在網際網路上的人。如今翻唱歌手們除了Niconico動畫，在Youtube之類的影片分享網站，Tiktok，Twitter之類的SNS平臺上也有通過投稿短片與粉絲互動，因爲原唱不是真人，所以如何去唱好這種類型的歌曲就要看他們自己的發揮。
他們以網路為中心持續投稿音樂，獲得了超過從百萬到億級的播放量。從自身的出衆技能出發，一些翻唱歌手如Mafumafu、SORARU、天月等開始自己作詞作曲，成爲了製作原創歌曲的歌手。他們接連不斷與有名的唱片公司簽約，以網路時代為中心的粉絲數量激增。
2019年，翻唱歌手Mafumafu在西武巨蛋舉辦的單人演唱會有約35000人參加，2021年5月5日在東京巨蛋舉行單人演唱會。其他有名的翻唱歌手也有開辦過個人、團體等形式的演唱會，更有人出道成爲專業歌手。

## 日本著名翻唱歌手
mafumafu、SORARU、天月、Eve、Sou、Nqrse、あらき、めいちゃん、Gero、超学生、少年T、Luz、un:c、しゅーず、96猫、センラ、志麻、うらたぬき、となりの坂田。、Ado、Xea、蛇足 (YouTuber)、nero、すとぷり（莉犬莉犬、るぅと、ころん、さとみ、ジェル、ななもり）、+α/あるふぁきゅん。、伊東歌詞太郎、れをる、鹿乃、ヲタみん、りぶ、ぐるたみん、アンダーバー_(歌手)、島爺、halyosy、灯油、ウォルピスカーター、ヒャダイン、花たん、びす、recog、ろん、赤ティン、ゆう十、すこあ、kradness、新社会人、かんせる、石敢當、调味料、kool、窓付き@、柿チョコ、秋赤音、クプラ、青木葉、いれいす（りうら、hotoke、初兎、ないこ、if、悠佑）等
| 唱见名         | 累计播放量 | 累计弹幕数 | 初投稿日期 |
| -------------- | ---------- | ---------- | ---------- |
| mafumafu       | 2亿4千万   | 476万      | 2011/06/12 |
| SORARU         | 1亿4千万   | 294万      | 2008/07/22 |
| 96猫           | 1亿3千万   | 340万      | 2010/02/21 |
| 天月           | 1亿3千万   | 234万      | 2010/02/11 |
| うらたぬき     | 7804万     | 204万      | 2013/02/07 |
| となりの坂田。 | 8485万     | 207万      | 2009/10/14 |
| ヲタみん       | 5744万     | 64万       | 2008/05/04 |
| Gero           | 6687万     | 197万      | 2009/02/15 |
| りぶ           | 8742万     | 61万       | 2010/05/23 |
| 伊東歌詞太郎   | 6045万     | 59万       | 2012/01/30 |

## 日語中的「翻唱歌手（歌い手）」與「歌手」

### 作為一般用語
日語的"歌い手"這個詞至少在江戸時代就已經被使用了。
|  | 名譽ある曲のため、その歌い手を取りかこみ、祝いの歌を歌おうと、老人をさがした時、老人はもう音楽堂の中には居らなかったのでござります。 （由於是一首榮譽的曲子，我們圍著那位歌い手，在即將唱出祝歌，尋找老人的時候，發現老人已經不再音樂堂裡面了） ——明治43年 國枝史郎 「レモンの花が咲く丘へ」 |

在這個語境下，"歌い手"指所有唱歌者的用語。
正因如此，對於一般用語，專業歌手也可以是"歌い手"。根據Goo辭書，"歌手"的定義是「歌をうたうことを職業とする人。うたいて。(將唱歌作為職業的人，歌い手。)」，"歌い手"的定義是「歌をうたう人。また、職業として歌をうたう人。歌手。（唱歌的人。還有以唱歌為職業的人。歌手）」
（如後所述，niconico動畫的翻唱歌手雖然有還沒到自稱"歌手"的程度，所以是"歌い手"這樣的微妙語氣，但在字典上只有大致的一句「唱歌的人」而已。但是，"不以唱歌為職業的歌手"這個定義的到現在為止還沒有正式的表達方式）

### niconico動畫網站的翻唱歌手
在niconico動畫試唱分類（「歌ってみた」カテゴリ）中投稿翻唱作品的人被稱為"歌い手"，廣義上也包含在翻唱區活動的直播主。主要是指不自己作詞作曲，而是用自己的嗓音翻唱既存曲的人，與廣義上的歌手有較大差別。
在華語這類網絡歌手被稱為「翻唱歌手」，是因為他們的翻唱影片大多以「歌ってみた」為標題。

### 為什麼要區分"翻唱歌手"與"歌手"
在niconico動畫中，用"歌い手"和"歌手"兩個詞來表示兩種歌唱者，這是為了不讓專業歌手與業餘投稿翻唱的人混淆。專業歌手一般是指正式出道並且以音樂為職業的人，業餘投稿者一般指翻唱既存曲的人，兩者有很大的區別，所以透過用詞就可以很快知道投稿者是專業歌手還是業餘投稿翻唱的人。但是也有少數成為了專業歌手出道卻還在使用"歌い手"的投稿者。
另外，隨著niconico動畫的普及，在Youtube之類的影片網站中，也開始有很多投稿翻唱作品的人傾向於叫自己"翻唱歌手（歌い手）"

## 在動畫投稿網站上作為唱見應該遵守的規範
在niconico動畫和YouTube等影片投稿網站上作為唱見活動如果不遵守相關規範的話，可能會出現很大的問題。
不僅聽眾需要遵守規範，作為唱見的一方也需要作為影片網站使用者的規範。
・最大限度地注意不要侵犯著作權。（niconico動畫會向JASRAC支付版權費用，所以可以在該網站投稿翻唱或演奏JASRAC的版權歌曲）
・投稿時在標題明確寫上翻唱/試唱（歌ってみた）以標明該影片不是原作。
・在評論區寫明本家連結及原作製作人員